# (15726) 1990 TG5
(15726) 1990 TG5 là một tiểu hành tinh vành đai chính. Nó được phát hiện bởi Robert H. McNaught ở Đài thiên văn Siding Spring ở Coonabarabran, New South Wales, Australia, ngày 9 tháng 10 năm 1990.